# ドリス・ベラック
ドリス・ベラック（Doris Belack、1926年2月26日 - 2011年10月4日）は、アメリカ合衆国の女優。

## 出演作品
- エバーウッド 遥かなるコロラド
- LAW & ORDER　ロー＆オーダーシーズン11
- LAW & ORDER　ロー＆オーダーシーズン9
- LAW & ORDER　ロー＆オーダーシーズン8
- LAW & ORDER　ロー＆オーダーシーズン6
- LAW & ORDER　ロー＆オーダーシーズン5
- LAW & ORDER　ロー＆オーダーシーズン4
- LAW & ORDER　ロー＆オーダーシーズン2
- LAW & ORDER　ロー＆オーダー
- LAW & ORDER： 性犯罪特捜班シーズン2
- FAIL SAFE　未知への飛行
- おかしな二人2
- ドクター・ジャガバンドー
- シカゴ・ホープ
- 法と秩序
- 微笑みがえし
- おつむて・ん・て・ん・クリニック
- シー・デビル
- ロンリーエンジェル
- ニューヨーク東8番街の奇跡
- 華麗なる旅路・新聞王ハーストの恋
- ファスト・フォワード
- 揺りかごが落ちる／白衣は死の香り
- トッツィー